# Sicherheitspäckchen

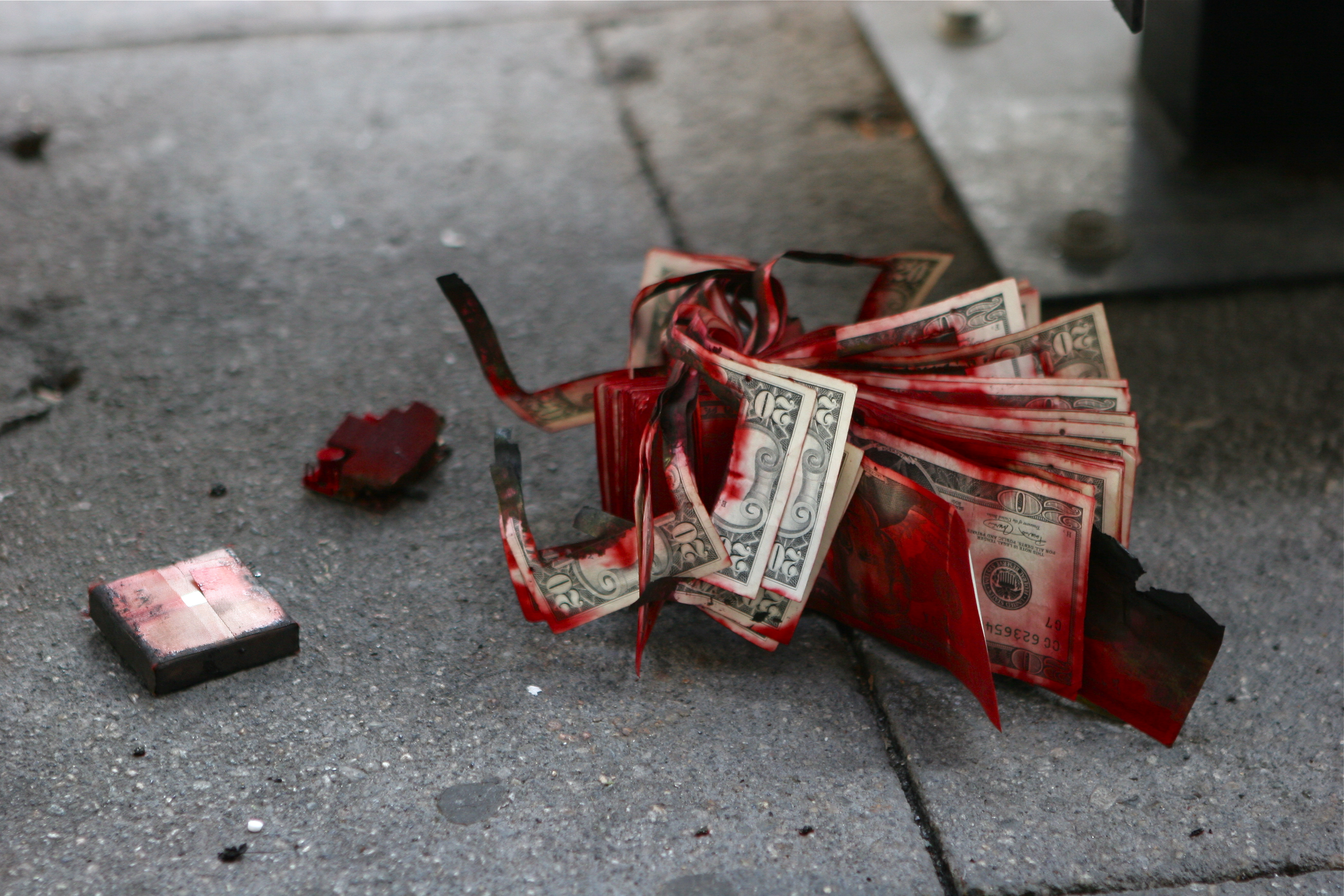
Explodiertes und weggeworfenes (Farb-)Sicherheitspäckchen nach einem Überfall auf eine Bank-of-America-Filiale in Los Angeles

Ein Sicherheitspäckchen oder Alarmpaket ist eine passive Maßnahme gegen Banküberfälle. Das Sicherheitspäckchen wird in einem präparierten Geldbündel versteckt und soll während der Flucht des Räubers explodieren und Farbe, Tränengas oder andere Chemikalien freisetzen. Die Farbe dient der Wiedererkennung gestohlener Geldscheine, die zusammen mit dem Sicherheitspäckchen entwendet wurden, und soll das entwendete Geld für den Bankräuber wertlos machen. Zudem kann sie die Ergreifung und Identifizierung des Täters unterstützen, indem die freigesetzte Farbe Kleidung oder Haut des Täters markiert.
Die Päckchen können aktiviert werden, indem sie im Kassenfach beispielsweise über einem Magneten gelagert werden oder mit einem Draht verbunden sind und bei Entfernen einen Zeitzünder auslösen. Andere Sicherheitspäckchen können direkt mit einem Radiosignal oder durch Verlassen des Empfangsbereichs eines Signals aktiviert werden.
Die Sicherheitspäckchen können je nach Ausführung durch Klopfen, Auffächern oder Biegen des Geldbündels vom  Bankräuber aufgespürt werden.

## Weblink
- howstuffworks.com – What is a dye pack? (englisch)